# Aluminón
El aluminón, la sal de triamonio del ácido aurin tricarboxilico, es un tinte común usado para detectar la presencia del ion aluminio en una solución acuosa. Además de su uso en análisis cualitativo, el aluminón tiene aplicaciones en aerosoles faríngeos. Forma pigmentos brillantemente coloreados con el aluminio, cromo, hierro y berilio.

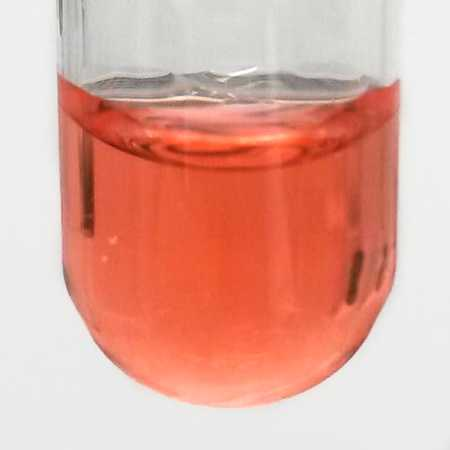
Aluminón (aq).

El aluminón es preparado por reacción del nitrito de sodio con ácido salicílico, agregando formaldehído, y posteriormente tratando con amoníaco.